# Ditassa gracilis
Ditassa gracilis är en oleanderväxtart som beskrevs av Hand.-mazz.. Ditassa gracilis ingår i släktet Ditassa och familjen oleanderväxter. Inga underarter finns listade i Catalogue of Life.